# 터크스 케이커스 제도
터크스 케이커스 제도(Turks and Caicos Islands, 문화어: 턱스카이코스제도)는 서인도 제도에 있는 영국의 해외 영토이다. 공용어는 영어이고 수도는 코번타운이다.

## 역사
섬의 초기 거주자들은 수세기이상 아라와크 족을 포함하는 아메리카 원주민들이었으며, 점차 카리브인으로 바뀌었다. 1512년 섬을 발견했던 첫 번째 문서화된 유럽인은 스페인 정복자 후안 폰세 데 레온이었다. 16세기, 17세기, 18세기 동안 제도는 스페인, 프랑스, 영국의 지배까지 넘어갔지만 3대 세력 중에서 아무도 어떤 정착도 하지 못했다.

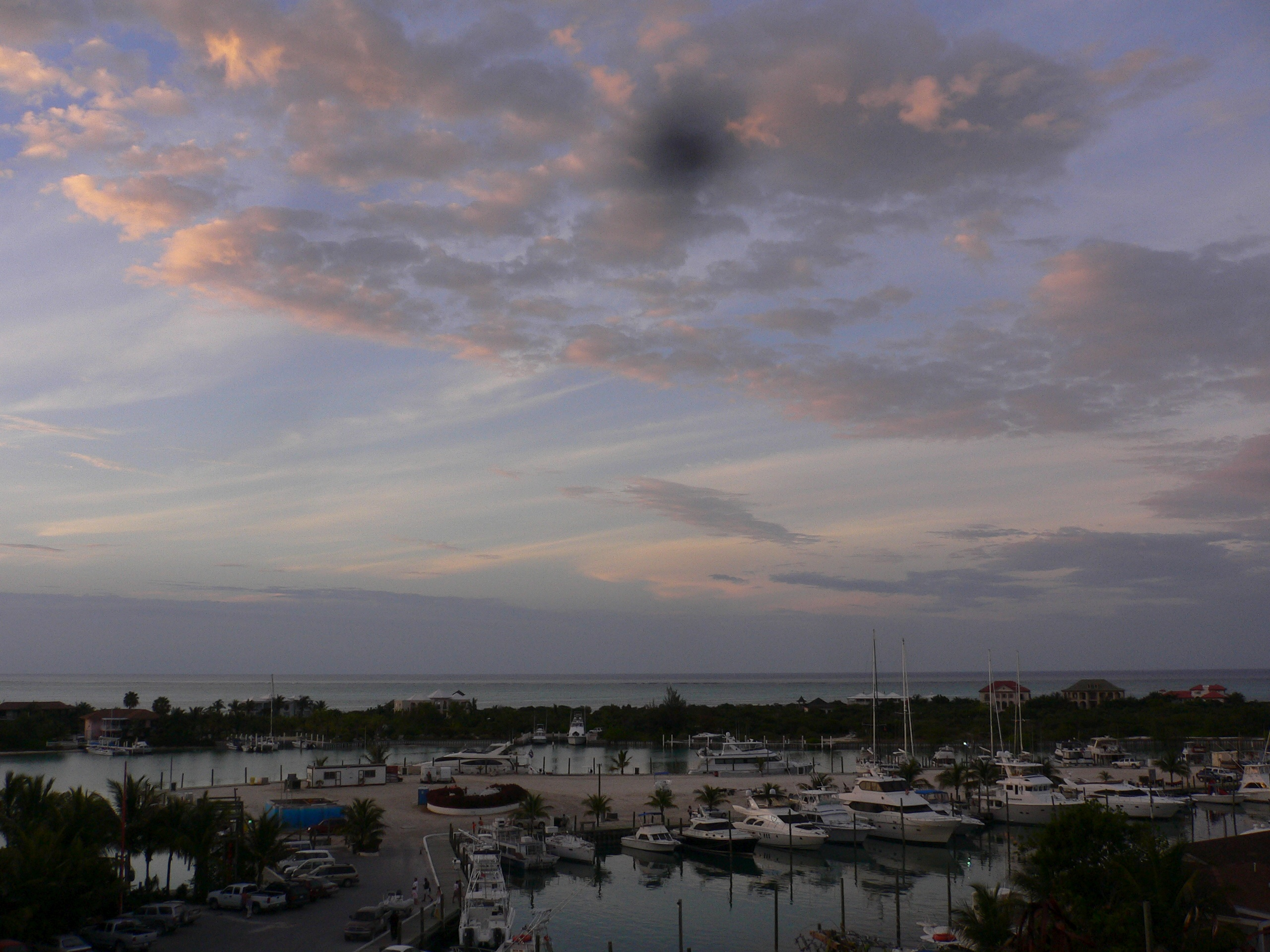
터틀 후미에서 바라본 일몰

18세기를 도는 몇십 년 동안 그곳은 인기있는 해적 은신처가 되었다. 버뮤다의 소금 수집자들이 1680년경 터크스 제도에 정착했다. 1765년에서 1783년 사이 그곳은 프랑스 점령하에 놓였다. 미국 혁명 후에, 많은 애국자들이 카이코스 제도를 포함하는 카리브해 식민지로 달아났다. 목화가 잠시 동안 중요한 작물이 되었다. 1799년에, 터크스 카이코스 제도 두 무리들이 바하마의 일부로서 영국에 합병되었다. 1848년, 터크스 카이코스는 평의회 의장 아래 분리된 식민지로 공표되었다. 1962년 영국으로부터 독립할 때 홀로 영국 직할령이 되었고, 1965년 다시 바하마에 속하게 되었으나 1973년 바하마가 독립하면서 분리되었다. 1982년 독립 결정이 났으나, 취소되어 현재 영국의 해외 식민지이다.

## 정치
영국 본국에서 파견된 총독이 통치하는 직접 통치체제이다. 한 때 총리를 행정부의 장으로 하는 자치 정부가 존재했으나, 총리의 부정 축재 의혹으로 2009년 8월 이후 총독의 직접 통치체제로 되돌아갔다.

## 지리
바하마의 남쪽 40km 부근에 위치해 있다. 40여 개의 석회석으로 구성된 섬 중 8개의 섬에 사람이 살고 있다. 산호초가 많아 평탄한 섬인데, 나무와 표토가 거의 없고 갯벌도 약하게 형성되어 있다.

## 교통
제도 내에 철도가 존재하지 않는다. 연장 121km의 고속도로는 존재하지만, 그 중 포장된 도로는 24km에 불과하며, 97km는 비포장 도로이다. 주요 항만은 그랜드 터크 섬과 프로빈 섬에 있다. 제도에는 공항이 7개 있는데, 이들 중 4곳은 포장된 활주로가 있다.

## 언어
공용어는 영어이지만, 주민들이 일반적으로 바하마에서 사용하는 크리올과 유사한 언어를 사용한다. 쿠바, 아이티, 도미니카 공화국과 접해있어서 스페인어, 아이티어도 쿠바와 도미니카 공화국, 아이티출신의 이주민들 사이에서 널리 쓰이고 있다.

## 인구
| 연도  | 인구   | ±%     |
| ----- | ------ | ------ |
| 1911  | 5,615  | —      |
| 1921  | 5,522  | −1.7%  |
| 1943  | 6,138  | +11.2% |
| 1960  | 5,668  | −7.7%  |
| 1970  | 5,558  | −1.9%  |
| 1980  | 7,413  | +33.4% |
| 1990  | 11,465 | +54.7% |
| 2000  | 20,014 | +74.6% |
| 2012  | 31,458 | +57.2% |
| 출처: |        |        |